# Перегін (фільм, 1984)
«Перегін» («Перегон») — радянський художній фільм 1984 року, знятий режисером Олегом Рябоконем на студії «Лентелефільм».

## Сюжет
Фільм про будні морської служби, про офіцерську честь і про справжню чоловічу дружбу, перевірену небезпечними переходами.

## У ролях
- Олександр Михайличенко — Гліб Іванович Вольнов, капітан
- Валентин Гафт — Яків Борисович Левін, капітан
- Марина Старих — Агнія
- Тамара Альошина — мати Вольнова
- Ігор Єфімов — Юрій Арсентійович, механік
- Антон Адасинський — матрос
- Андрій Данилов — Коля, помічник механіка
- Володимир Єрьомін — Василь Михайлович, старпом
- Костянтин Кармазін — матрос
- Валерій Кефт — кок
- С. Топоров — епізод
- Адольф Шестаков — Рем Іванович, капітан криголама
- Людмила Андрєєва — епізод
- Олександр Бахаревський — епізод
- В. Будницький — епізод
- Тамара Вікторова — епізод
- М. Воробйов — епізод
- Валерій Криштапенко — п'яний в ресторані
- Олег Кононов — епізод
- Леонід Лейкін — матрос
- Наталія Малигіна — епізод
- Михайло Матвєєв — член екіпажу криголама
- Олександр Суснін — Матвійович, однорукий інвалід, завідувач тиру
- Вадим Фесенко — епізод

## Знімальна група
- Режисер — Олег Рябоконь
- Сценарист — Віктор Конецький
- Оператор — Микола Горський
- Композитор — Олександр Бріцин
- Художник — Борис Петрушанський